# Sextus Caecilius Africanus
Sextus Caecilius Africanus (kurz African; † 169/175) war ein klassischer römischer Jurist aus der wohl in Afrika beheimateten Familie der Caecilier und Schüler des Salvius Iulianus (Julian). Er gehörte der sabinianischen Rechtsschule an.
Mehrere Fragmente seiner Schriften sind in den Digesten des Kaisers Justinian I. überliefert. Dies gilt besonders für Auszüge aus seinen quaestiones, einer neunbändigen unsystematischen Sammlung von Rechtsfällen. Da in diesen Textstellen Julian besonders häufig zitiert wird, geht die Forschung davon aus, dass es sich um solche Fälle handelt, die ebendieser Autor entschieden hatte. Bisweilen nimmt Africanus gegenüber seinem Lehrer aber auch eine kritische Haltung ein. In den Noctes Atticae des Aulus Gellius wird er als hervorragender Rechtskenner bezeichnet (XX 1, 1).
Aus den über 20 Bücher umfassenden epistulae des Caecilius Africanus ist dagegen lediglich ein einziges Fragment überliefert.